# Dobanovci
Dobanovci (em cirílico:Добановци) é uma vila da Sérvia localizada no município de Surčin, pertencente ao distrito de Belgrado, na região de Syrmie. A sua população era de 8309 habitantes segundo o censo de 2009.

## Demografia
| 1948  | 1953  | 1961  | 1971  | 1981  | 1991  | 2002  |
| ----- | ----- | ----- | ----- | ----- | ----- | ----- |
| 3 840 | 3 519 | 5 005 | 6 717 | 7 592 | 7 966 | 8 128 |